# جواو كونا
جواو كونا هو لاعب كرة قدم برتغالي في مركز الدفاع، ولد في 4 فبراير 1996 في فالونغو في البرتغال. لعب مع نادي فيزيلا.

## وصلات خارجية
- جواو كونا على موقع قاعدة بيانات كرة القدم.إي يو (الإنجليزية)
- جواو كونا على موقع Soccerway.com (الإنجليزية)